# Coprinopsis

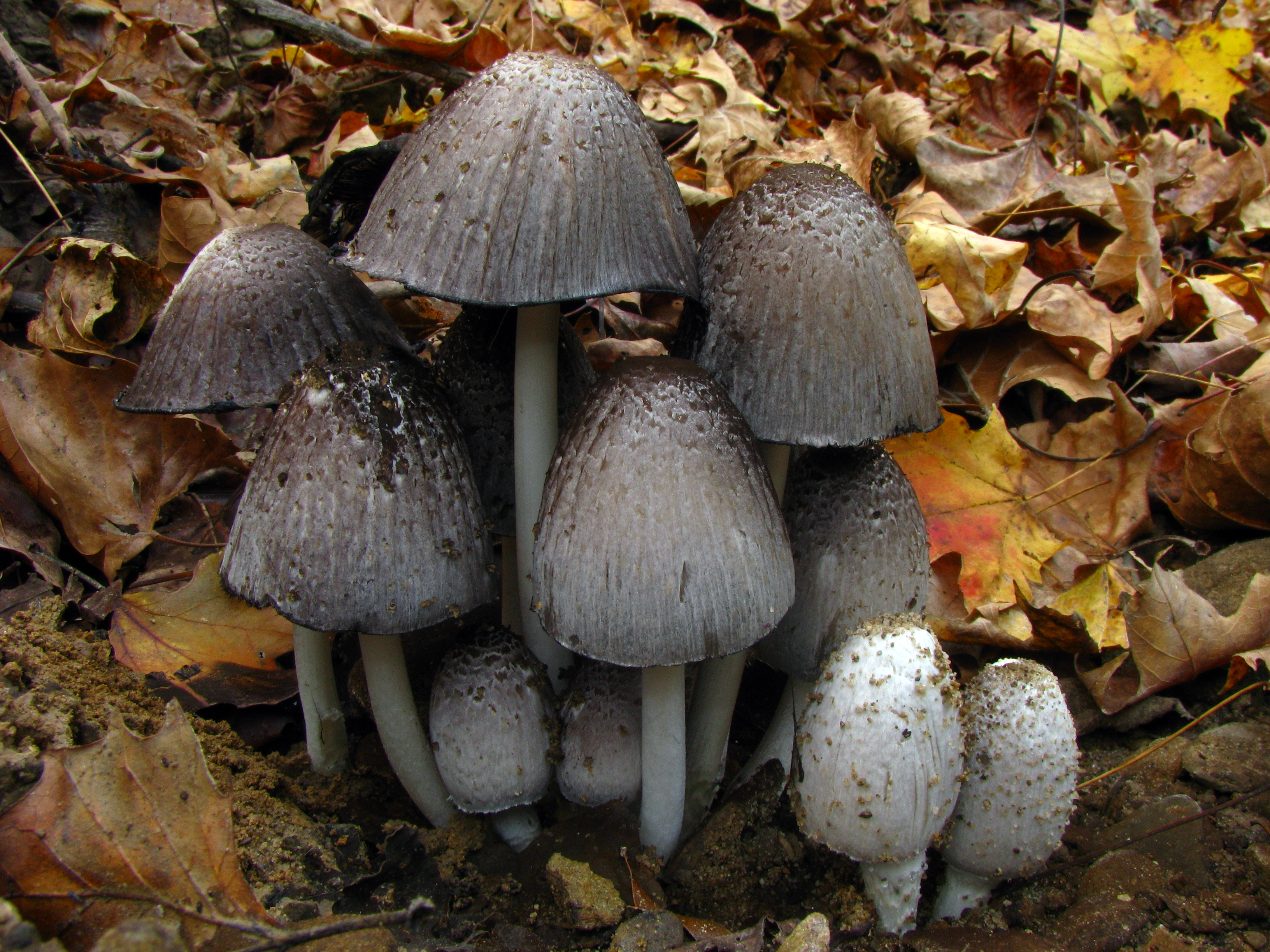
Czernidłówka pospolita

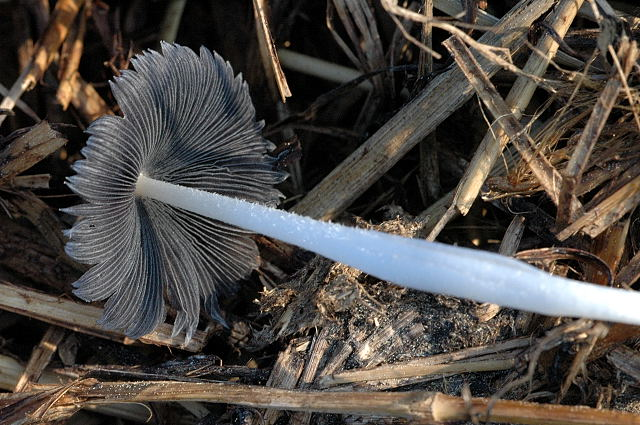
Czernidłówka łodygowa

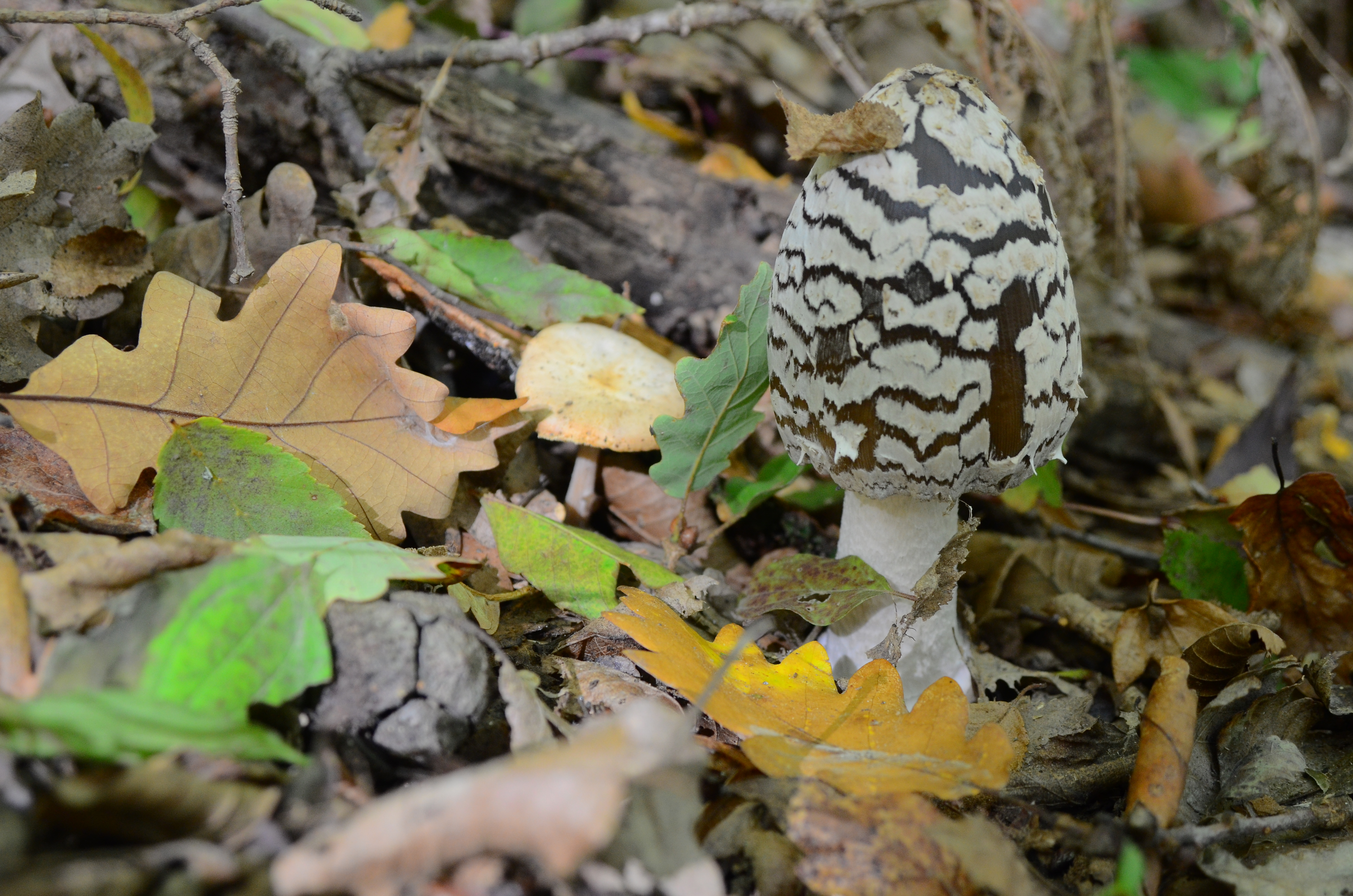
Czernidłówka pstra

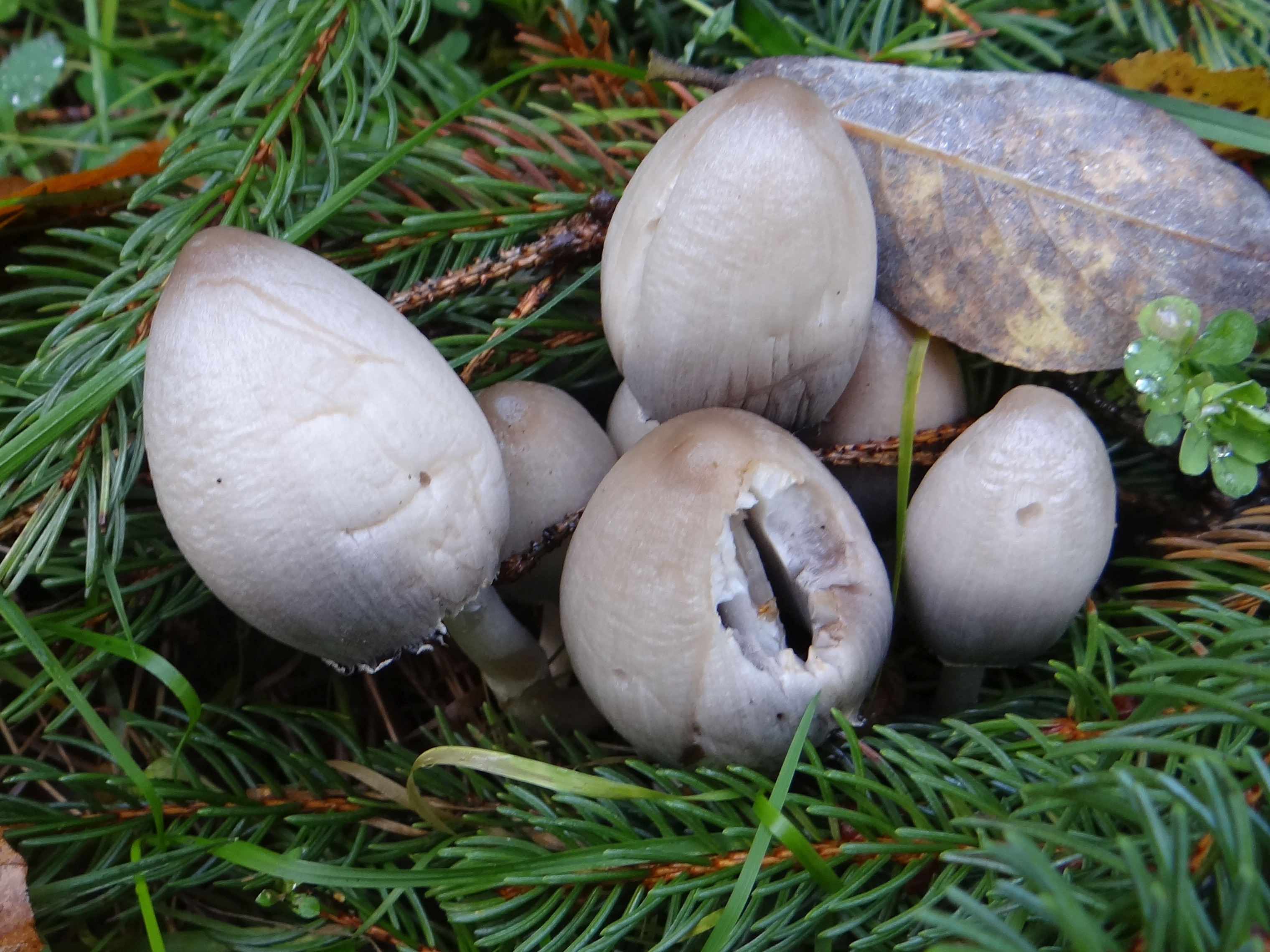
Czernidłówka szpiczasta

Coprinopsis P. Karst. (czernidłówka) – rodzaj grzybów z rodziny kruchaweczkowatych (Psathyrellaceae).

## Charakterystyka
Do rodzaju Coprinopsis należy ponad 120 gatunków. Pewne ich oznaczenie jest trudne i zazwyczaj niemożliwe bez badań mikroskopowych. Tylko niektóre gatunki (np. Coprinopsis atramentaria) są łatwe do odróżnienia.
Gatunki należące do rodzaju Coprinopsis charakteryzują się występowaniem na kapeluszu i trzonie osłony. Mikroskopowa budowa jej komórek ma duże znaczenie przy identyfikacji gatunków:
- sekcja Narcotici: osłona składająca się głównie z niemal kulistych, cienkościennych, zawsze brodawkowatych komórek; zarodniki zawsze z exosporium (czasem niewyraźnym)
- sekcja Nivei: osłona składa się głównie z prawie kulistych, cienkościennych, gładkich lub inkrustowanych komórek, czasami z wypustkami, ale nie gęsto pokrytych brodawkami
- sekcja Tomentosi: osłona składająca się z łańcuchów komórek o kształcie zbliżonym do cylindra, cienko- lub grubościennych, gładka lub inkrustowana.

## Systematyka i nazewnictwo
Pozycja w klasyfikacji: Psathyrellaceae, Agaricales, Agaricomycetidae, Agaricomycetes, Agaricomycotina, Basidiomycota, Fungi (według Index Fungorum).
Badania z zakresu filogenetyki molekularnej wykazały, że rodzaj Coprinus nie był taksonem monofiletycznym i należy go rozbić na rodzaje Coprinus (sensu stricto), Coprinellus, Coprinopsis, Parasola, Narcissea, Tulosesus i inne. Tak więc do rodzaju Coprinopsis należy część gatunków dawniej włączanych do rodzaju Coprinus.
W 2003 roku Władysław Wojewoda zaakceptował dla rodzaju Coprinus polską nazwę czenidłak, po przeniesieniu z niego wielu gatunków do nowo utworzonego rodzaju Coprinopsis ich polskie nazwy stały się niespójne z nowymi nazwami naukowymi. W 2025 r. Komisja ds. Polskiego Nazewnictwa Grzybów Polskiego Towarzystwa Mykologicznego zarekomendowała dla rodzaju Coprinopsis nazwę czernidłówka.
Gatunki występujące w Polsce
- Coprinopsis acuminata (Romagn.) Redhead, Vilgalys & Moncalvo 2001[8] – czernidłówka szpiczasta
- Coprinopsis annulopora (Enderle) P. Specht & H. Schub. 2013[3] – czernidłówka pierścieniopora
- Coprinopsis argentea (P.D. Orton) Redhead, Vilgalys & Moncalvo 2001
- Coprinopsis atramentaria (Bull.) Redhead, Vilgalys & Moncalvo 2001 – czernidłówka pospolita
- Coprinopsis argentea (P.D. Orton) Redhead, Vilgalys & Moncalvo 2001[3] – czernidłówka srebrzysta
- Coprinopsis bellula (Uljé) P. Roux & Eyssart. 2011[3]
- Coprinopsis candidata (Uljé) Gminder & Böhning 2016
- Coprinopsis candidolanata (Doveri & Uljé) Keirle, Hemmes & Desjardin 2004[3]
- Coprinopsis canoceps (Kauffman) Örstadius & E. Larss. 2015 – czernidłówka drobna[9]
- Coprinopsis cinerea (Schaeff.) Redhead, Vilgalys & Moncalvo 2001– czernidłówka szarawa
- Coprinopsis cinereofloccosa (P.D. Orton) Redhead, Vilgalys & Moncalvo 2001[3]
- Coprinopsis coniophora (Romagn.) Redhead, Vilgalys & Moncalvo 2001[3]
- Coprinopsis cortinata (J.E. Lange) Gminder 2010[6] – czernidłówka zasnówkowata
- Coprinopsis cothurnata (Godey) Redhead, Vilgalys & Moncalvo 2001[3]
- Coprinopsis echinospora (Buller) Redhead, Vilgalys & Moncalvo 2001[3]
- Coprinopsis ephemeroides (DC.) G. Moreno – czernidłówka brązowoszara
- Coprinopsis episcopalis (P.D. Orton) Redhead, Vilgalys & Moncalvo 2001[3]
- Coprinopsis erythrocephala (Lév.) Redhead, Vilgalys & Moncalvo 2001 – czernidłówka różowawa
- Coprinopsis extinctoria (Fr.) Redhead, Vilgalys & Moncalvo 2001 – czernidłówka nadrzewna[6]
- Coprinopsis filiformis (Berk. & Broome) Voto 2019 – czernidłówka nitkowatotrzonowa[6]
- Coprinopsis foetidella (P.D. Orton) A. Ruiz & G. Muñoz 2016[3]
- Coprinopsis friesii Quél. (Quél.) P. Karst. 1881 – czernidłówka łodygowa[6]
- Coprinopsis fusispora L. Nagy, Vágvölgyi & Papp 2013[3] – czernidłówka wrzecionowatozarodnikowa
- Coprinopsis geesterani (Uljé) Redhead, Vilgalys & Moncalvo 2001[3]
- Coprinopsis gonophylla (Quél.) Redhead, Vilgalys & Moncalvo 2001[3]
- Coprinopsis goudensis (Uljé) Redhead, Vilgalys & Moncalvo 2001[3]
- Coprinopsis idae (Uljé) La Chiusa & Boffelli 2017[3]
- Coprinopsis insignis (Peck) Redhead, Vilgalys & Moncalvo 2001[3]
- Coprinopsis iocularis (Uljé) La Chiusa & Boffelli 2017[3]
- Coprinopsis jonesii (Peck) Redhead, Vilgalys & Moncalvo 2001[3]
- Coprinopsis krieglsteineri (Bender) Redhead, Vilgalys & Moncalvo 2001[3] – czernidłówka ciemnooczkowa
- Coprinopsis kubickae (Pilát & Svrček) Redhead, Vilgalys & Moncalvo 2001[3]
- Coprinopsis laanii (Kits van Wav.) Redhead, Vilgalys & Moncalvo 2001 – czernidłówka omączona[6]
- Coprinopsis lagopus (Fr.) Redhead, Vilgalys & Moncalvo 2001– czernidłówka srokata
- Coprinopsis macrocephala (Berk.) Redhead, Vilgalys & Moncalv 2001 – czernidłówka wełnistotrzonowa
- Coprinopsis marcescibilis (Britzelm.) Örstadius & E. Larss. 2008[6]
- Coprinopsis narcotica (Batsch) Redhead, Vilgalys & Moncalvo 2001 – czernidłówka szarobiała[6]
- Coprinopsis nemoralis (Bender) La Chiusa & Boffelli 2017[3] – czernidłówka gajowa
- Coprinopsis nivea (Pers.) Redhead, Vilgalys & Moncalvo 2001 – czernidłówka śnieżnobiała[6]
- Coprinopsis ochraceolanata (Bas) Redhead, Vilgalys & Moncalvo 2001[3] – czernidłówka żółtawa
- Coprinopsis pachyderma (Bogart) Redhead, Vilgalys & Moncalvo 2001[3]
- Coprinopsis pannucioides (J.E. Lange) Örstadius & E. Larss. 2008[6]
- Coprinopsis phaeospora (P. Karst.) P. Karst. 1881[3]
- Coprinopsis phlyctidospora (Romagn.) Redhead, Vilgalys & Moncalvo 2001[3]
- Coprinopsis picacea (Bull.) Redhead, Vilgalys & Moncalvo 2001– czernidłówka pstra
- Coprinopsis poliomalla (Romagn.) Doveri, Granito & Lunghini 2005 – czernidłówka oszroniona[6]
- Coprinopsis pseudofriesii (Pilát & Svrček) Redhead, Vilgalys & Moncalvo 2001[3]
- Coprinopsis pseudonivea (Bender & Uljé) Redhead, Vilgalys & Moncalvo 2001[3]
- Coprinopsis pseudoradiata (Kühner & Joss. ex Watling) Redhead, Vilgalys & Moncalvo 2001[3]
- Coprinopsis radiata (Bolton) Redhead, Vilgalys & Moncalvo 2001 – czernidłówka końska
- Coprinopsis romagnesiana (Singer) Redhead, Vilgalys & Moncalvo 2001[3]
- Coprinopsis rugosobispora (J. Geesink & Imler ex Walleyn) A. Melzer & Schößler 2016[3]
- Coprinopsis rugosomagnispora Gierczyk, Pietras, Piątek, Gryc, Czerniawski & Rodr.-Flakus 2017[3]
- Coprinopsis saccharomyces (P.D. Orton) P. Roux & Guy García 2006
- Coprinopsis scobicola (P.D. Orton) Redhead, Vilgalys & Moncalvo 2001[3]
- Coprinopsis semitalis (P.D. Orton) Redhead, Vilgalys & Moncalvo 2001[3] – czernidłówka skrzydlatozarodnikowa
- Coprinopsis spelaiophila (Bas & Uljé) Redhead, Vilgalys & Moncalvo 2001[3]
- Coprinopsis spilospora (Romagn.) Redhead, Vilgalys & Moncalvo 2001[3]
- Coprinopsis stangliana (Enderle, Bender & Gröger) Redhead, Vilgalys & Moncalvo 2001[3] – czernidłówka wapieniolubna
- Coprinopsis stercorea (Fr.) Redhead, Vilgalys & Moncalvo 2001– czernidłówka łajnowa
- Coprinopsis subcylindrosporus (E. Ludw.) U. Täglich 2018[3]
- Coprinopsis subtigrinella (Dennis) Redhead, Vilgalys & Moncalvo 2001[9]
- Coprinopsis tectispora (Bogart) Redhead, Vilgalys & Moncalvo 2001[9]
- Coprinopsis trispora (Kemp & Watling) Redhead, Vilgalys & Moncalvo 2001[3]
- Coprinopsis tuberosa (Quél.) Doveri, Granito & Lunghini 2005 – czernidłówka sklerotowa
- Coprinopsis urticicola (Berk. & Broome) Redhead, Vilgalys & Moncalvo 2001[3]
- Coprinopsis xenobia (P.D. Orton) Redhead, Vilgalys & Moncalvo 2001[3]

Nazwy naukowe na podstawie Index Fungorum. Wykaz gatunków występujących w Polsce według Władysława Wojewody (opisane jako czernidłaki Coprinus), uzupełniony o nowe badania B. Gierczyka. Nazwy polskie według Komisji ds. Polskiego Nazewnictwa Grzybów.